# اهلوال
اهلوال (به انگلیسی: Ahlowal) یک شهرک در پاکستان است که در پنجاب واقع شده‌است.